# Cylindraustralia ustulata
Cylindraustralia ustulata is een rechtvleugelig insect uit de familie Cylindrachetidae. De wetenschappelijke naam van deze soort is voor het eerst geldig gepubliceerd in 1962 door Neboiss.